# Двадесет и трети конгрес на Македонската патриотична организация
Двадесет и третият конгрес на Македонските политически организации (МПО) се провежда между 5 и 6 септември 1944 година в Кливлънд, Охайо, САЩ. ЦК на МПО излиза с молба до американския президент Франклин Рузвелт принципите за самоопределение от Атлантическата карта да се приложат и в Македония. Коста Попов отново издига лозунга за „свободна и независима Македония“ и се противопоставя на разкъсването ѝ. Говорител на конгреса е известният канадски историк проф. Алберт Лайбайер от Илинойския университет. Конгресът преизбира ЦК на МПО и му дава право да изразходва до 5 000 долара при непридвидени важни и сериозни обстоятелства.